# When Eden Burns

When Eden Burns es el tercer álbum de estudio de la banda sueca Persuader.

## Lista de canciones
Todas las canciones están escritas y arregladas por Persuader.

| N.º | Título                                | Duración |  |
| 1.  | «Twisted Eyes»                        | 5:21     |  |
| 2.  | «Slaves of Labour»                    | 5:08     |  |
| 3.  | «Sending You Back»                    | 6:04     |  |
| 4.  | «R.S - Knights»                       | 3:47     |  |
| 5.  | «The Return»                          | 5:52     |  |
| 6.  | «When Eden Burns»                     | 5:13     |  |
| 7.  | «Judas Immortal»                      | 5:50     |  |
| 8.  | «Doomsday News»                       | 4:56     |  |
| 9.  | «Zion»                                | 3:08     |  |
| 10. | «Enter Reality»                       | 5:04     |  |
| 11. | «Alight the Heavens» (Japanese Bonus) | 4:33     |  |

## Formación
- Jens Carlsson - Voces
- Emil Norberg - Guitarra líder
- Efraim Juntunen - Batería
- Daniel Sundbom - Guitarra
- Fredrik Hedström - Bajo

- Datos: Q9095874